# Въведение Богородично (Мелник)
Вижте пояснителната страница за други значения на Въведение Богородично.
„Въведение Богородично“, известна като „Света Богородица“ или Метоха, е средновековна църква в град Мелник, България, част от Неврокопската епархия на Българската православна църква.

## Архитектура
Църквата представлява малка еднокорабна и едноапсидна сграда. Намира се в началото на височината Чатала, под църквата „Свети Антоний“. Установени са два основни строителни периода. Първият се отнася към 20-те – 60-те години на XIII век. През XVII или началото на XVIII век църквата е съборена вследствие на пожар и реконструирана наново. Функционира до 20-те години на XX век, когато е изоставена и започва да се руши.
Църквата е проучвана през 30-те години на XX век от Никола Мавродинов и през 80-те години от Виолета Нешева. В края на XX век е в руини и след археологическо проучване е реставрирана, като е покрита с полуцилиндричен свод и двускатен покрив. В долния регистър са запазени фрагменти от оригиналните стенописи, които са реставрирани в 2002 – 2003 година.